# Барбер, Дешона
Дешона Барбер (англ. Deshauna Barber; род. 6 декабря 1989 года; Колумбус (Джорджия), Джорджия, США) — американская модель, победительница национального конкурса красоты в США. Лейтенант Резерва Армии США. Будет представлять страну на международном конкурсе красоты Мисс Вселенная.

## Биография
Родилась 6 декабря 1989 года Колумбус, штат Джорджия. Родилась в семье военного. Позже, переезжала с отцом военным в Северную Каролину, Небраску, Миннесоту, Виргинию и Вашингтон. Выбрала военную карьеру в возрасте 17 лет. Окончила Университет штата Вирджиния по специальности бизнес-менеджмент. Работала IT-аналитиком в Министерстве торговли США и затем в квартирмейстерской службе, которая отвечает за логистику и снабжение в Резерве Армии США в звании лейтенанта. Помимо прочих заслуг, получила степень магистра в области информационных систем управления в University of Maryland University College. Член университетского женского клуба Sigma Gamma Rho.

## Участие в конкурсах красоты

### Мисс Округ Колумбия 2016
Барбер получила титул Мисс Округ Колумбия 2016 19 декабря 2015 года.

### Мисс США 2016
5 июня 2016 года, победила в национальном конкурсе красоты Мисс США 2016, проходивший в Лас Вегас, Невада. She is the eighth African American woman to obtain the crown of Miss USA. Being the third woman from the District of Columbia to be crowned Miss USA she effectively ended a 4 year streak of new states winning Miss USA.